# Holozoster ovalis
Holozoster ovalis – gatunek kosarza z podrzędu Laniatores i rodziny Podoctidae. Jedyny znany przedstawiciel monotypowego rodzaju Holozoster.

## Występowanie
Gatunek jest endemiczny dla Seszeli.